# فهرست دهانه‌های برخوردی آسیا

## دهانه‌های برخوردی پذیرفته شده
فهرست دهانه‌های برخوردی آسیا همهٔ دهانه‌های برخوردی پذیرفته شده در فهرست دادگان برخوردهای زمین را در بر می‌گیرد. این دهانه‌ها همگی از برخورد شهاب‌سنگ‌ها یا دنباله‌دارهای بزرگ با زمین پدید آمده‌اند. از آنجایی که بیشتر این دهانه‌ها در گذر زمان دچار فرسایش شده یا در زیر خاک پنهان شده‌اند قطر گزارش شده در اینجا برآورد قطر لبهٔ اصلی بوده و ممکن است با ویژگی‌های جایگاه کنونی دهانه همخوانی نداشته باشد.
| نام             | جایگاه                  | قطر (کیلومتر) | سن (میلیون سال) | مختصات                                                |
| --------------- | ----------------------- | ------------- | --------------- | ----------------------------------------------------- |
| بینچیمه-سالاتین | روسیه                   | ۸             | ۲۰ ± ۴۰         | ۷۱°۰′ شمالی ۱۲۱°۴۰′ شرقی / ۷۱٫۰۰۰°شمالی ۱۲۱٫۶۶۷°شرقی  |
| بیگاچ           | قزاقستان                | ۸             | ۳ ± ۵           | ۴۸°۳۴′ شمالی ۸۲°۱′ شرقی / ۴۸٫۵۶۷°شمالی ۸۲٫۰۱۷°شرقی    |
| چییلی           | قزاقستان                | ۵٫۵           | ۷ ± ۴۶          | ۴۹°۱۰′ شمالی ۵۷°۵۱′ شرقی / ۴۹٫۱۶۷°شمالی ۵۷٫۸۵۰°شرقی   |
| چوکچا           | روسیه                   | ۶             | <۷۰             | ۷۵°۴۲′ شمالی ۹۷°۴۸′ شرقی / ۷۵٫۷۰۰°شمالی ۹۷٫۸۰۰°شرقی   |
| الگیگیتگین      | روسیه                   | ۱۸            | ۰٫۵ ± ۳٫۵       | ۶۷°۳۰′ شمالی ۱۷۲°۵′ شرقی / ۶۷٫۵۰۰°شمالی ۱۷۲٫۰۸۳°شرقی  |
| کارا            | روسیه                   | ۶۵            | ۲٫۲ ± ۷۰٫۳      | ۶۹°۶′ شمالی ۶۴°۹′ شرقی / ۶۹٫۱۰۰°شمالی ۶۴٫۱۵۰°شرقی     |
| کاراکول         | تاجیکستان               | ۵۲            | <۵              | ۳۹°۱′ شمالی ۷۳°۲۷′ شرقی / ۳۹٫۰۱۷°شمالی ۷۳٫۴۵۰°شرقی    |
| لگانچا          | روسیه                   | ۲۰            | ۲۰ ± ۴۰         | ۶۵°۳۱′ شمالی ۹۵°۵۶′ شرقی / ۶۵٫۵۱۷°شمالی ۹۵٫۹۳۳°شرقی   |
| لنار            | بُلدهانه، هند            | ۱٫۸۳          | ۰٫۰۰۶ ± ۰٫۰۵۲   | ۱۹°۵۸′ شمالی ۷۶°۳۱′ شرقی / ۱۹٫۹۶۷°شمالی ۷۶٫۵۱۷°شرقی   |
| ماچا            | روسیه                   | ۰٫۳           | <۰٫۰۰۷          | ۶۰°۶′ شمالی ۱۱۷°۳۵′ شرقی / ۶۰٫۱۰۰°شمالی ۱۱۷٫۵۸۳°شرقی  |
| پپیگای          | سیبری، روسیه            | ۱۰۰           | ۰٫۲ ± ۳۵٫۷      | ۷۱°۳۹′ شمالی ۱۱۱°۱۱′ شرقی / ۷۱٫۶۵۰°شمالی ۱۱۱٫۱۸۳°شرقی |
| راگزینکا        | روسیه                   | ۹             | ۳ ± ۴۶          | ۵۸°۴۴′ شمالی ۶۱°۴۸′ شرقی / ۵۸٫۷۳۳°شمالی ۶۱٫۸۰۰°شرقی   |
| شوناک           | قزاقستان                | ۲٫۸           | ۱۰ ± ۴۵         | ۴۷°۱۳′ شمالی ۷۲°۴۶′ شرقی / ۴۷٫۲۱۷°شمالی ۷۲٫۷۶۷°شرقی   |
| سیخوته-آلین     | سرزمین پریمورسکی، روسیه | ۰٫۰۲۶         | ۷۸ سال          | ۴۶°۷′ شمالی ۱۳۴°۴۰′ شرقی / ۴۶٫۱۱۷°شمالی ۱۳۴٫۶۶۷°شرقی  |
| سبلف            | روسیه                   | ۰٫۰۵۳         | <۰٫۰۰۱          | ۴۶°۱۸′ شمالی ۱۳۷°۵۲′ شرقی / ۴۶٫۳۰۰°شمالی ۱۳۷٫۸۶۷°شرقی |
| تابون-خارا-اب   | مغولستان                | ۱٫۳           | ۲۰ ± ۱۵۰        | ۴۴°۸′ شمالی ۱۰۹°۳۹′ شرقی / ۴۴٫۱۳۳°شمالی ۱۰۹٫۶۵۰°شرقی  |
| وابر            | عربستان                 | ۰٫۱۱۶         | ۱۶۱ سال         | ۲۱°۳۰′ شمالی ۵۰°۲۸′ شرقی / ۲۱٫۵۰۰°شمالی ۵۰٫۴۶۷°شرقی   |
| ژامانشین        | قزاقستان                | ۱۴            | ۰٫۱ ± ۰٫۹       | ۴۸°۲۴′ شمالی ۶۰°۵۸′ شرقی / ۴۸٫۴۰۰°شمالی ۶۰٫۹۶۷°شرقی   |

## دهانه‌های برخوردی پذیرفته نشده
دهانه‌هایی که در اینجا فهرست شده‌اند گمان می‌رود دهانه‌های برخوردی باشند ولی نشانه‌های یافت شده صددرصد نیستند و به همین دلیل در دادگان برخوردهای زمین پذیرفته نشده‌اند.
| نام            | جایگاه                           | قطر (کیلومتر) | سن           | مختصات                                                        |
| -------------- | -------------------------------- | ------------- | ------------ | ------------------------------------------------------------- |
| شیوا           | اقیانوس هند، کرانه‌های باختری هند | ۴۰۰ × ۶۰۰     | ۶۵ میلیون    | ۱۸°۴۰′ شمالی ۷۰°۱۴′ شرقی / ۱۸٫۶۶۷°شمالی ۷۰٫۲۳۳°شرقی           |
| جبل وقف الصوان | اردن                             | ۵٫۵           | نوزیستی؟     | ۳۱°۳′ شمالی ۳۶°۴۸′ شرقی / ۳۱٫۰۵۰°شمالی ۳۶٫۸۰۰°شرقی            |
| رامگار         | راجستان, هند                     | ۳             | ناشناخته     | ۲۵°۲۰′۵۶″ شمالی ۷۶°۳۷′۲۹″ شرقی / ۲۵٫۳۴۸۸۹°شمالی ۷۶٫۶۲۴۷۲°شرقی |
| چکو            | سیبری, روسیه                     | ~۰٫۵          | شاید ۱۰۰ سال | ۶۰°۵۷′۵۰″شمالی ۱۰۱°۵۱′۳۶″شرقی / ۶۰٫۹۶۴°شمالی ۱۰۱٫۸۶°شرقی      |
| یانا           | کارناتاکا, هند                   | ~۰٫۵          | ناشناخته     | ۱۴°۳۵′۲۳″شمالی ۷۴°۳۳′۴۵″شرقی / ۱۴٫۵۸۹۷°شمالی ۷۴٫۵۶۲۵۵°شرقی    |